# I. Garibald bajor herceg
I. Garibald (vagy Garivald; latinul Garibaldus; 540-kb. 591) Bajorország első név szerint ismert hercege volt, aki kb. 555-től 591-ig uralkodott. Ő volt az Agilolfing-dinasztia feje és az itáliai longobárd királyok egyik őse. 

## Élete
A Meroving-házba tartozó Theudebald frank király 555-ös halálát követően utóda, I. Chlothar "közösködni kezdett" özvegyével, Waldradával, Wacho longobárd király lányával. A püspökök tiltakozása miatt a király 556-ban Garibaldhoz adta feleségül Waldradát. Ezáltal megnőtt a bajor herceg tekintélye, valamint hasznos dinasztikus kapcsolatokra tett szert a Pannóniában élő longobárdokkal (akik 568-ban Itáliába költöztek át).
Valamikor 585 előtt a Merovingok austrasiai királyi udvara megpróbált szövetséget kötni Garibalddalot és házasságot javasoltak a kiskorú II. Childebert király és a herceg lánya, Theodelinda között. Ugyanekkor javítani igyekeztek viszonyukat a longobárdokkal és felajánlották királyuknak, Autharinak Childebert nővérének kezét. A tárgyalások azonban kudarcba fulladtak és végül Authari 588-ban Theodelindát jegyezte el. A Nürnbergi krónika szerint Chilperic frank király esküdt ellensége volt Autharinak és hogy megelőzze a frankellenes szövetség kialakulását, sereget küldött Bajorországba és kiűzte onnan Garibaldot. A herceg a vejéhez menekült.
Authari és Theodelinda esküvőjére 589 májusában került sor Veronában. A király sógorát, Gundoaldot kinevezte Asti hercegévé. 590-ben a frankok bizánci segítséggel betörtek a Longobárd Királyságba, de visszaverték őket. 
Authari 590-ben meghalt és mivel nem volt utódja, a hercegek Theodelindát kérték meg hogy válasszon közülük férjet. Az ő választása Authari unokatestvérére, Agilulfra esett, akit aztán királlyá koronáztak. Ezután évtizedekig tartó békét kötöttek a frankokkal. Pál diakónus szerint 591-ben a frankok kibékültek a bajorokkal is, amikor Childebert elismerte vezetőjüket, Tassilót királynak. Nem tudjuk, hogy Garibald meghalt vagy lemondatták; azt sem hogy pontosan milyen rokoni viszony állt fenn közte és Tassilo között, aki feltehetően az ő fia vagy közeli rokona volt.

## Fordítás
- Ez a szócikk részben vagy egészben  a   Garibald I of Bavaria című angol Wikipédia-szócikk ezen változatának fordításán alapul.  Az eredeti cikk szerkesztőit annak laptörténete sorolja fel. Ez a jelzés csupán a megfogalmazás eredetét és a szerzői jogokat jelzi, nem szolgál a cikkben szereplő információk forrásmegjelöléseként.